# NGC 1134
NGC 1134 (другие обозначения — UGC 2365, MCG 2-8-27, ZWG 440.27, ARP 200, IRAS02509+1248, PGC 10928) — спиральная галактика (Sb) в созвездии Овен.
Этот объект входит в число перечисленных в оригинальной редакции «Нового общего каталога».
Используется Атласом пекулярных галактик в качестве примера галактики с веществом, выброшенным из ядра. Возможно, NGC 1134 — это две галактики, находящиеся на стадии слияния.
На карте показателя цвета QVRI галактики видна спиральная структура.